# Тлубиці
Тлубиці (пол. Tłubice) — село в Польщі, у гміні Бельськ Плоцького повіту Мазовецького воєводства.
Населення — 197 осіб (2011).
У 1975—1998 роках село належало до Плоцького воєводства.

## Демографія
Демографічна структура станом на 31 березня 2011 року:
|          | Загалом | Допрацездатний вік | Працездатний вік | Постпрацездатний вік |
| -------- | ------- | ------------------ | ---------------- | -------------------- |
| Чоловіки | 104     | 37                 | 63               | 4                    |
| Жінки    | 93      | 23                 | 56               | 14                   |
| Разом    | 197     | 60                 | 119              | 18                   |